# Одесское общество коллекционеров
Оде́сское о́бщество коллекционе́ров (ОКО) — это одесская городская общественная организация культурно-просветительского характера, деятельность которой осуществляется на принципах не прибыльности. Главной уставной задачей ОКО является популяризация и развитие всех форм коллекционирования как одного из важных средств в повышении интеллектуального уровня людей, а также привлечение молодёжи к изучению памятников истории и культуры человечества, собственной страны и Одесского региона. Как самостоятельная общественная структура в нынешнем виде существует с февраля 1972 года.

## История
ОКО является старейшей общественной организацией города, его корни уходят далеко в историю Одессы. Прародителем ОКО можно с полным основанием считать Одесское общество истории и древностей (ООИД), основанное в 1839 году. Многие из основателей и руководителей ООИД, хранителей его музея были нумизматами или коллекционерами античности: Н. Н. Мурзакевич, Э. Р. фон-Штерн, А. Л. Бертье-Делагард и многие другие. Членом этого общества был автор фундаментального каталога монет античных городов Северного Причерноморья археолог и коллекционер-нумизмат Платон Осипович Бурачков (1816—1894).
В 1914 году городская дума Одессы зарегистрировала устав Одесского общества собирателей почтовых марок Европы и Америки, в структуру которого наряду с филателистами входили также нумизматы, бонисты и представители других направлений коллекционирования.
В довоенный период в Одессе было немало известных коллекционеров: нумизматы В. В. Воскресенский и М. А. Зильберман, бонист Е. И. Детилот и другие. Несмотря на то, что они не были объединены в организацию, свои встречи коллекционеры проводили регулярно, в основном, в сквере на Александровском проспекте.
В марте 1958 года было организовано Одесское общество коллекционеров (ООК) с областной и городской структурами. Руководителем областной организации был избран известный филателист В. П. Харитонов. Главную роль в ООК играла секция филателистов как наиболее многочисленная. Представителей других направлении в нём было в три раза меньше.
В 1960-е — 1970-е года известными не только в Одессе, но и за её пределами были такие коллекционеры, как нумизматы Петридис В. Л., Коциевский А. С. и Алексеев В. П., бонист Макандаров Г. И., фалерист Корченов В. К., филокартисты Ципоркис P. M., Прихоцкий А. И. и многие другие.
В феврале 1972 года произошло разделение ООК на две самостоятельные общественные организации — Одесское общество филателистов и Одесское городское общество коллекционеров (ОКО). С этого времени ОКО имеет свой устав и офис правления, собственные членский билет и значок.
С первых дней своего существования ОКО активно включилось в общественную и культурную жизнь Одессы. Традиционные воскресные встречи коллекционеров, коллективные и персональные выставки, проводимые в 1970-х — 1980-х годах в парке Шевченко, клубе Политехнического института, Дворце моряков и других местах, неизменно привлекали тысячи одесситов и гостей города. Особенно важно, что эти встречи как магнитом притягивали к себе ребятишек, помогая им посредством коллекционирования приобщаться к изучению исторического и культурного наследия своего народа, что положительно сказывалось на дальнейшем формировании мировоззрения и жизненных принципов подростков. Ветераны ОКО проводили регулярные встречи со школьниками и студентами, на примере исторических артефактов раскрывали молодёжи факты из древней истории Украины.
Первым председателем ОКО был моряк, известный в Одессе капитан дальнего плавания Репкин Б. Н. В дальнейшем общество возглавляли Едидович В. А. (1972—1982), Тарсис С. А. (1982—1991), Лобода П. Г. (1991 — настоящее время).
В рядах ОКО состояло немало представителей одесской научной и культурной интеллигенции : директор Института глазных болезней и тканевой терапии им. В. П. Филатова академик Н. А. Пучковская, заведующий кафедрой истории древнего мира и средних веков Одесского госуниверситета профессор П. О. Карышковский, директор Одесского театра оперы и балета народный артист Г. И. Дранов, ведущий артист Театра Музыкальной комедии им. М. Водяного заслуженный артист Украины Э. А. Силин и многие другие, чьи имена прославили город и страну.
В 80-90-е годы XX столетия среди одесских коллекционеров наиболее видными были нумизматы Вайшенкер В. И. и Шадрин Б. C., филокартист Дроздовский А. A., бонист Биссельман Я. Л. и другие активные члены общества.
После провозглашения Украины независимым государством в 1991 году, в трудные годы переходного периода (1990-е — 2000-е годы), несмотря на различные трудности экономического и организационного характера, ОКО не свернуло свою деятельность и продолжало активно участвовать в культурной жизни Одессы, проводить многочисленные выездные выставки для различных предприятий и организаций города, сопровождаемые рассказами, беседами, лекциями.
В настоящее время ОКО является одной из крупнейших в городе общественных организаций, в её рядах состоят 1,5 тысячи членов. Организационную основу ОКО составляют постоянные секции : «Нумизматики и бонистики», «Фалеристики и геральдики», «Филокартии и филотаймии», «Нетрадиционных форм коллекционирования». ОКО проводит регулярные воскресные встречи коллекционеров во Дворце студентов на ул. Маразлиевская, 34-а.

## Руководители ОКО
Репкин Борис Николаевич
Один из организаторов и первый председатель Одесского городского общества коллекционеров (1972). Капитан дальнего плавания. Кандидат технических наук. Родился в 1929 году в городе Тверь, Россия. В 1952 году окончил Одесское Высшее инженерное морское училище. В 28 лет стал капитаном. Принимал активное участие в урегулировании Карибского кризиса 1962 года. Работал в морской организации ООН — ИМКО. Возглавлял Управление пассажирского флота ЧМП. Нумизмат. Обладал обширной коллекцией монет Великобритании, а также её доминионов и колоний.
Едидович Валентин Андреевич
Председатель Одесского городского общества коллекционеров в 1972—1982 годах. Участник Великой Отечественной войны. Родился в 1913 году. По специальности инженер-строитель. После войны принимал активное участие в сооружении Одесского сталелитейного завода Центролит. После этого долгие годы работал на этом же заводе в должности главного инженера. Организаторский талант и большой жизненный опыт помогали ему успешно руководить вновь созданным в 1972 году Одесским обществом коллекционеров. При нём сложилась нынешняя структура организации, появились членские билеты, начался бурный рост рядов. Нумизмат. Имел уникальную коллекцию монет царской России и Франции. Трагически погиб при пожаре в 1983 году.
Тарсис Самуил Аронович
Один из активнейших участников создания в Одессе общества коллекционеров. Его председатель в 1982—1991 годах. Родился в 1922 году в Одессе. Офицером принимал участие в Великой Отечественной войне. Победу встретил в рядах польской армии Людовой, в которой сражался с 1943 года. С 1960 года до ухода на пенсию работал начальником экспериментального цеха Одесского политехнического института. Один из организаторов ставших популярными с конца 1960-х годов. больших коллективных и индивидуальных выставок, включая зарубежные. Филокартист. Имел обширную коллекцию старинных открыток Одессы, а также коллекцию открыток её городов-побратимов.
Лобода Пётр Григорьевич
Родился в 1949 году в Одессе. Окончил Одесскую морскую академию. Более 20 лет проработал на судах заграничного плавания Черноморского морского пароходства. Офицер флота. Участник боевых действий. Потомственный нумизмат. Античной нумизматикой занимается с 1960-х годов. Автор многих книг и статей по нумизматике Северного Причерноморья и средневековой Руси-Украины. Основатель Одесского музея нумизматики (1999) и его филиала — галереи «Монетный двор» (2005). Автор и ведущий популярных телесериалов, посвященных коллекционированию, а также истории Украины и Одессы. Депутат Одесского горсовета в 1994—2002 годах. Советник Одесского горсовета по вопросам культуры. С 14 июля 1991 года возглавляет Одесское общество коллекционеров.

## Коллекционеры и коллекции
Члены ОКО внесли большой вклад в культурную жизнь Одессы, основали ряд новых музеев: Блещунов А. В. — муниципальный музей личных коллекций, Белый А. М. — музей фарфора в г. Ильичевске, Ципоркис P.M. — музей «Старая Одесса», Лобода П. Г. — Одесский музей нумизматики.
Известные одесские коллекционеры часто передавали свои коллекции в дар музеям: Бурачков П. О. — нумизматическую коллекцию Одесскому археологическому музею, Коциевский А. С. — коллекцию монет Государственному историческому музею в Москве (за символическую плату), Брайкевич М. В., одесский инженер, общественный деятель и коллекционер, подарил музею Одесского университета коллекцию картин, которая позднее была передана в Одесский художественный музей.

## События и факты
Многие известные члены ОКО были авторами популярных книг и статей в различных областях коллекционирования. Сегодня эти издания не только служат настольными книгами для молодых коллекционеров, но уже успели стать библиографическими редкостями:
- Детилот Е. Н. Каталог бумажных денежных знаков, имевших обращение при Советской власти в период 1917—1960 годов.
- Макандаров Г. И. Сводный каталог монет Тиры.
- Коциевский А. С. О коллекциях и коллекционерах.
- Корченов В. К. Одесса в медалях, жетонах, знаках. 1817—1917—1941.
- Дроздовский А. А. Книга-альбом «Одесса на старых открытках»; и многие другие работы членов ОКО.

В различных научных изданиях Украины, России и других стран регулярно публикуются статьи и монографии известных одесских коллекционеров Алексеева В. П., Коциевского А. С., Лободы П. Г. и других. Докторская диссертация выдающегося одесского ученого и коллекционера Карышковского П. О. «Монетное дело и денежное обращение Ольвии (VI в. до н. э. — IV в. н. э.)» является фундаментальным научным произведением, посвященным истории, нумизматике и эпиграфике античного Северного Причерноморья. Защищенная ещё в 1968 году, она до сих пор остается наиболее полным собранием научной информации по монетному делу Ольвии.
Коллекции членов ОКО Петридиса В. Л. (монеты античной Ольвии), Коциевского А. С. (монеты Тиры), Лущика С. З. и Склярова А. Н. (монеты Боспора), а также других одесских коллекционеров дали немало редких и уникальных нумизматических памятников, пополнивших Корпус античных монет Северного Причерноморья. «Вестник Одесского музея нумизматики», основанный в 1999 году Лободой П.Г и Алексеевым В. П., стал регулярным периодическим изданием, выпуски которого посвящены различным проблемам нумизматики, археологии, сфрагистики и другим историческим наукам.
Большой вклад в изучение истории Одессы и её окрестностей внесли известные одесские коллекционеры и краеведы: зам. председателя «Всемирного клуба одесситов» Голубовский Е. М. (книги и статьи на темы одесской культурной жизни) , Михаил Пойзнер (книга «С Одессой надо лично говорить…»), Олег Губарь (книга «Сто вопросов за Одессу»). Публицистическая деятельность дополняется множеством выставок, коллективных и индивидуальных, которые проводили и проводят известные одесские коллекционеры-филакартисты Ципоркис Р. М., Прихоцкий А. И., Шишов В. Ф., Дроздовский А. А. и другие. На этих выставках демонстрируются редкие старинные открытки, гравюры, архивные документы и прочие экспонаты, раскрывающие различные явления и факты в исторической биографии Одессы.